# Dolmen de Aguiar

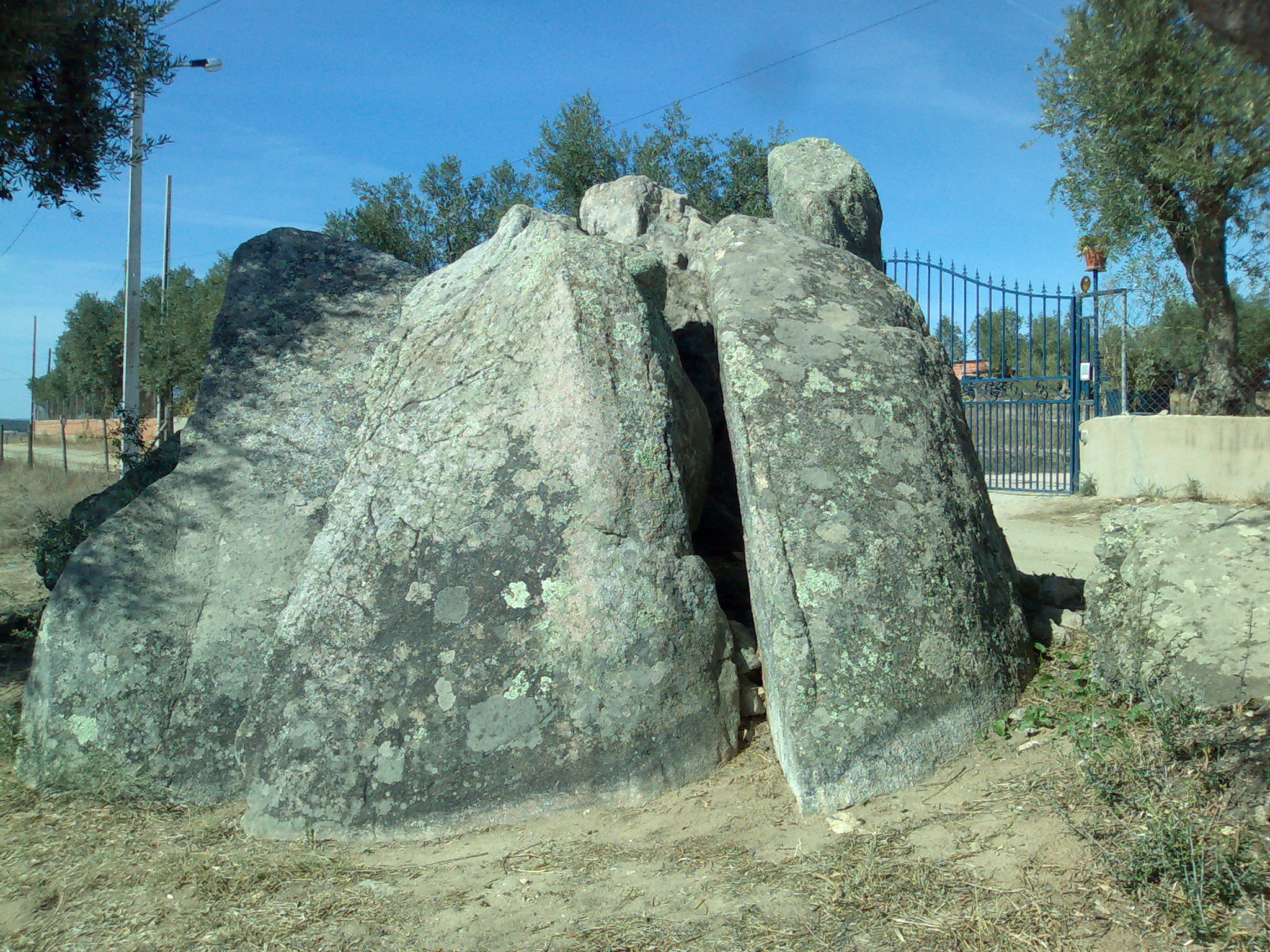
Dolmen de Aguiar.

El dolmen de Aguiar, también denominado dolmen de Zambujeiro, es un tipo de monumento megalítico situado en Aguiar, en el municipio de Viana do Alentejo, en el Alentejo, distrito de Évora, en Portugal, cuyos orígenes se remontan al Neolítico.
A pesar de que el dolmen está caído, todavía se puede ver la cámara funeraria, el pasillo y la losa que servía de portada.
Los historiadores piensan que este monumento tendría la función de dar culto a los muertos.